# アンヘリカ・モラレス・フォン・ザウアー
アンヘリカ・モラレス・フォン・ザウアー（Angélica Morales von Sauer, 1910年1月22日 - 1996年4月16日）は、メキシコ出身のピアニスト。アンジェリカ・モラレスとも表記されることがある。

## 経歴
メキシコに生まれ、地元の音楽学校でピアノを学んだ後、1921年にベルリン高等音楽院に留学し、エゴン・ペトリやエミール・フォン・ザウアーらに師事し、後にザウアー夫人となった。
1924年にはベルリン・フィルハーモニー管弦楽団のコンサートでデビューを飾り、1929年にはカーネギー・ホールでアメリカ・デビューしている。以後、国際的に活躍するようになったが、第二次世界大戦後はメキシコに戻り、1955年からメキシコ・シティ音楽院で教鞭をとった。また、この年からカンザス大学でも教鞭をとっており、1958年にピアノ学科を創設するときにも発起人の一人になっている。
1973年に一切の活動から引退し、隠遁生活を送っていた。オクラホマ州スティルウォーターで死去。